# 기쿠치 나오야
기쿠치 나오야(일본어: 菊地 直哉, 1984년 11월 24일)는 일본의 은퇴한 프로 축구 선수이다. 시즈오카현 출신으로, 일본 청소년 축구 대표팀에서 미드필더로 활동한 경력이 있다.

## 경력
2001년 FIFA U-17 세계 축구 선수권 대회, 2003년 FIFA 세계 청소년 축구 선수권 대회, 2004년 하계 올림픽에 참가하였던 기쿠치는 2007년 6월 15세의 여고생과 자신의 차에서 성행위를 해 큰 물의를 일으켰고, 이것이 원인이 되어 주빌로 이와타에서 방출된 후 일본축구협회로부터 자격정지 1년의 중징계를 받았다.
징계 후 유럽으로 건너가서 2008년에서 2009년까지 2 분데스리가의 칼 차이스 예나에서 20경기를 뛰었고 2009년 8월부터 2010년까지 오이타 트리니타에서 활동하였다. 
그는 2010년 AFC 아시안컵 예선에 참가할 일본 국가대표팀에 발탁되었으며, 1월 6일 예멘와의 경기에서 데뷔했다. 과거 성범죄로 인해 그의 대표팀 발탁을 놓고 큰 논란이 있었으며, 2011년 알비렉스 니가타로 복귀하였다.

## 통계
| 일본 | 일본 | 일본 |
| 연도 | 출전 | 득점 |
| ---- | ---- | ---- |
| 2010 | 1    | 0    |
| 통산 | 1    | 0    |